# 大駕鹵簿圖
《大駕鹵簿圖》，是描繪清朝皇帝出巡的繪畫與雕刻作品，策畫製作於1988年至1995年，分為手卷及銅雕，手卷長近60米，寬0.8米，而銅雕長174米，寬2米，由174片長1米寬2米的銅版鍛雕組合而成，自《通典》、《漢書·武帝紀》、《後漢書·百官志》、《文獻通考》、《清會典》、《明會典》、《明實錄》、《清實錄》、《清史稿》，及中國第一歷史檔案館館藏乾隆起居注內務府造辦檔等諸多古籍中考據資料，以期忠實呈現清朝乾隆時代大駕鹵簿的壯觀場面。

## 外部連結
- 國際廣播電臺:訪《大駕鹵簿圖》作者及出資人（页面存档备份，存于）
- 兩岸書畫藝術家交流活動畫作看點[永久]
- 臺灣藝術家來京 為兩岸書畫交流助陣（页面存档备份，存于）
- 大駕鹵簿圖介紹網站 （页面存档备份，存于）
- 大驾卤簿图 （页面存档备份，存于）
- 郭丹专访 （页面存档备份，存于）
- 2008年奥运会开幕式——大驾卤簿图 （页面存档备份，存于）